# 川畑勇一
川畑 勇一（かわばた ゆういち、1972年10月6日 - ）は、香川県東かがわ市出身の元プロ野球選手（捕手）、スポーツトレーナー。1996年以降の登録名は川畑 勇市。

## 来歴・人物
三本松高校では1年秋に4番・捕手として県大会決勝へ進出したが宮地克彦が先発した尽誠学園に大敗し、四国大会も初戦敗退。JR四国へ進み1993年の都市対抗野球にNTT四国の補強選手として出場、ドラフトで同期入団の山部太とバッテリーを組んだ。同年ドラフト4位でヤクルトスワローズに入団したものの、一軍の公式戦には出場することなく1997年に引退。
その後は鍼灸師・柔道整復師に転身。四国アイランドリーグ発足1年目の2005年3月から香川オリーブガイナーズのトレーナーとなる（本名で活動）。選手達の良き相談相手としてチームを裏から支える。2007年のシーズン終了後に退団することとなり、チームが年間総合優勝を決めた試合後に選手らによって胴上げされ、11月30日付で退団。今後は鍼灸接骨院を開業する傍ら、引き続き外部トレーナーとして香川オリーブガイナーズの選手をサポートする予定と報じられていた。
2008年1月に高松市内で「かわばた鍼灸接骨院」を開業、株式会社アスリートステーションの代表取締役に就任。
現役時代に付けていた背番号52は、香川からヤクルトに入団した後輩の伊藤秀範に受け継がれた。
2011年3月から香川大学硬式野球部監督に就任。時期不明だが退任し、2017年現在は、天野浩一が代表を務める少年野球学校（香川ベースボールアカデミー）などの香川県内の野球チームの外部トレーナーを務めたり、高校野球の解説を行うなどの活動を行っている。2018年時点では、古巣であるJR四国のトレーナーも務めている。

## 詳細情報

### 年度別打撃成績
- 一軍公式戦出場なし

### 背番号
- 52 （1994年 - 1997年）

### 登録名
- 川畑 勇一 （かわばた ゆういち、1994年 - 1995年）
- 川畑 勇市 （かわばた ゆういち、1996年 - 1997年）